# ウッフェ・ベック
ウッフェ・ベック（Uffe Bech、1993年1月13日 - ）はデンマーク・コペンハーゲン出身のサッカー選手。パナシナイコスFCに所属している。ポジションはMF。デンマーク代表。

## 経歴

### デンマーク
13歳のときに、リンビーBKの下部組織に入団する。目覚ましい活躍を見せ、15歳のときにはリンビーと3年契約を結ぶことに成功した。
2013年1月22日に、FCノアシェランに3年契約で移籍した。

### ハノーファー
2015年7月8日、ブンデスリーガのハノーファー96に4年契約で移籍した。
2016年4月に怪我を負い、長期離脱を強いられた上、2017-18シーズンでは放出候補とみられていたが、残留した。

## エピソード
2016年2月のバイエル・レバークーゼン戦で、前半32分にドリブルをしようとしたところ、味方の山口蛍のタックルを受け、山口にボールを奪われるという事態が発生した。結果、チームはカウンターを食らい山口は3分後に交代となった。